# Les Granges-le-Roi
Les Granges-le-Roi és un municipi francès, situat al departament de l'Essonne i a la regió de Illa de França. L'any 2007 tenia 975 habitants.
Forma part del cantó de Dourdan, del districte d'Étampes i de la Comunitat de comunes Le Dourdannais en Hurepoix.

## Demografia

### Població
El 2007 la població de fet de Les Granges-le-Roi era de 975 persones. Hi havia 350 famílies, de les quals 57 eren unipersonals (38 homes vivint sols i 19 dones vivint soles), 103 parelles sense fills, 175 parelles amb fills i 15 famílies monoparentals amb fills.
La població ha evolucionat segons el següent gràfic:
Habitants censats

### Habitatges
El 2007 hi havia 367 habitatges, 351 eren l'habitatge principal de la família, 4 eren segones residències i 12 estaven desocupats. 348 eren cases i 18 eren apartaments. Dels 351 habitatges principals, 321 estaven ocupats pels seus propietaris, 25 estaven llogats i ocupats pels llogaters i 6 estaven cedits a títol gratuït; 12 tenien dues cambres, 29 en tenien tres, 87 en tenien quatre i 222 en tenien cinc o més. 307 habitatges disposaven pel capbaix d'una plaça de pàrquing. A 125 habitatges hi havia un automòbil i a 215 n'hi havia dos o més.

### Piràmide de població
La piràmide de població per edats i sexe el 2009 era:
| Homes | Edats   | Dones |
| ----- | ------- | ----- |
| 0     | 95 o +  | 0     |
| 0     | 90 a 94 | 0     |
| 0     | 85 a 89 | 0     |
| 4     | 80 a 84 | 4     |
| 12    | 75 a 79 | 12    |
| 12    | 70 a 74 | 20    |
| 16    | 65 a 69 | 20    |
| 32    | 60 a 64 | 12    |
| 36    | 55 a 59 | 40    |
| 28    | 50 a 54 | 48    |
| 36    | 45 a 49 | 40    |
| 28    | 40 a 44 | 16    |
| 40    | 35 a 39 | 40    |
| 24    | 30 a 34 | 28    |
| 16    | 25 a 29 | 20    |
| 24    | 20 a 24 | 20    |
| 20    | 15 a 19 | 28    |
| 24    | 10 a 14 | 16    |
| 28    | 5 a 9   | 36    |
| 28    | 0 a 4   | 28    |

## Economia
El 2007 la població en edat de treballar era de 624 persones, 472 eren actives i 152 eren inactives. De les 472 persones actives 448 estaven ocupades (223 homes i 225 dones) i 23 estaven aturades (12 homes i 11 dones). De les 152 persones inactives 63 estaven jubilades, 57 estaven estudiant i 32 estaven classificades com a «altres inactius».

### Ingressos
El 2009 a Les Granges-le-Roi hi havia 364 unitats fiscals que integraven 1.017 persones, la mediana anual d'ingressos fiscals per persona era de 22.965 €.

### Activitats econòmiques
Dels 25 establiments que hi havia el 2007, 1 era d'una empresa alimentària, 1 d'una empresa de fabricació d'altres productes industrials, 6 d'empreses de construcció, 4 d'empreses de comerç i reparació d'automòbils, 1 d'una empresa de transport, 1 d'una empresa d'hostatgeria i restauració, 1 d'una empresa financera, 3 d'empreses immobiliàries i 7 d'empreses de serveis.
Dels 6 establiments de servei als particulars que hi havia el 2009, 2 eren guixaires pintors, 1 lampisteria, 1 empresa de construcció, 1 restaurant i 1 agència immobiliària.
L'únic establiment comercial que hi havia el 2009 era una fleca.
L'any 2000 a Les Granges-le-Roi hi havia 8 explotacions agrícoles que ocupaven un total de 504 hectàrees.

## Equipaments sanitaris i escolars
El 2009 hi havia una escola elemental.

## Poblacions més properes
El següent diagrama mostra les poblacions més properes.